# Villa San Giovanni in Tuscia
Villa San Giovanni in Tuscia es una localidad italiana de la provincia de Viterbo, región de Lacio, con 1.323 habitantes.

## Evolución demográfica
| Gráfica de evolución demográfica de Villa San Giovanni in Tuscia entre 1861 y 2001 |
|                                                                                    |
| Fuente ISTAT - elaboración gráfica de Wikipedia                                    |